# Романько, Евгения Мефодьевна
Евгения Мефодьевна Романько (1911 — ?) — бригадир первой в Советском Союзе женской бригады бетонщиков, кавалер ордена Ленина (29.10.1933).
Член ВЛКСМ с 1929, член ВКП(б) с 1932 года.
На портале Память народа упоминается Романько Мария Мефодьевна, старший лейтенант медслужбы, Если это сестра, то место рождения — Мглинский повет Черниговской губернии (сейчас — Мглинский район Брянской области).
Отец — машинист, слесарь, шахтер, член партии Мефодий Романько в 1927 году переехал из Донбасса в Кичкас. Туда же, окончив семилетнюю школу, летом 1928 года приехала Женя. Работала в строительной конторе сначала ученицей, потом конторщицей и диспетчером.
С 1929 года чернорабочая на строительстве Днепровского комбината в каменном карьере по выемке скалы. С 1930 года бригадир первой в Советском Союзе комсомольской женской бригады бетонщиков на Днепрострое.
Её бригада выполняла производственные задания на 150—180 и выше процентов.
Награждена орденом Ленина (29.10.1933) — «систематически перевыполнявшая программу по кладке бетона, достигшая мировых рекордов».
Ей посвящена пьеса Ивана Кондратьевича Микитенко «Девушки нашей страны» (1934).
В августе 1934 года в интервью говорит о планах поступить в электромеханический институт или, если подготовка недостаточна для института, пойти на последний курс рабфака.
Ей посвящены стихи:
Что скажешь, Женя Романько,

Ударница Днепра?

…Опалубка дрожит легко

Под сталью топора.

Бетон, уложенный тобой,

Нам с новым надо слить.

Опять за выработку бой,

Опять рекордам быть!